# نهگوبائی
نهگوبائی (انگلیسی: Negübei; تولد نامشخص – مرگ 1271–1272) خان (عنوان) خانات جغتای بود.